# أذن القطة المتلونة
أذن القطة المتلونة (الاسم العلمي:Hypochaeris variegata) هي نوع من النباتات يتبع جنس أذن القطة من الفصيلة النجمية.